# Liste der Kulturdenkmäler in Bolanden
In der Liste der Kulturdenkmäler in Bolanden sind alle Kulturdenkmäler der rheinland-pfälzischen Ortsgemeinde Bolanden einschließlich der Ortsteile Bolanderhof und Weierhof aufgeführt. Grundlage ist die Denkmalliste des Landes Rheinland-Pfalz (Stand: 27. November 2018).

## Denkmalzonen
| Bezeichnung                    | Lage                                                              | Baujahr                 | Beschreibung | Bild                           |
| ------------------------------ | ----------------------------------------------------------------- | ----------------------- | --- | ------------------------------ |
| Denkmalzone Burg Neubolanden   | Bolanden, östlich des Ortes auf der Kuppe des Schloßbergs Lage    | um 1206                 | um 1206 von Werner III. und Philipp II. von Bolanden gegründet, 1525 zerstört, Wiederaufbau im 16. Jahrhundert, 1689 zerstört, seit dem frühen 19. Jahrhundert Steinbruch, ehemals eine der stattlichsten pfälzischen Burgen; spärliche Überreste von Vor- und Hauptburg: Halsgraben, Reste eines Rundturms, Reste der Umfassungsmauer, Ansätze zweier Rechtecktürme, Mauerreste eines Torturms | weitere Bilder Fotos hochladen |
| Denkmalzone Kloster Hane       | Bolanden, Klosterhof 1–4 Lage                                     | 1487                    | vor 1129 als Augustinerchorherrenstift gegründet, nach 1135 Doppelkloster der Prämonstratenser, ab circa 1180 Prämonstratenserinnenkloster, seit 1418 Vogtei der pfälzischen Kurfürsten, 1525 verwüstet, 1564 aufgelöst und in Wirtschaftshof umgewandelt, nach erneuter Zerstörung im Dreißigjährigen Krieg und 1689 seit 1706 Besitz der Grafen von Nassau-Weilburg, ab 1816 bayerisches Staatseigentum, seit 1821 Privatbesitz; selten geschlossenes historisches Erscheinungsbild mit ehemaliger Klosterkirche St. Maria, zweischiffige spätgotische Halle, nach 1487, mit Resten des romanischen Vorgängers; auf dem ehemaligen Friedhof (heute Park) einige spätbarocke und klassizistische Grabsteine; von den Konventsgebäuden („Unterer Klosterhof“, Klosterhof 2) erhalten zwei im Kern romanische Flügel mit Überformungen des 15. bis 20. Jahrhunderts; ehemaliger Wirtschaftshof („Oberer Klosterhof“, Klosterhof 1, 4), heutiges Erscheinungsbild aus dem 18. und 19. Jahrhundert mit mittelalterlichem Kern; im Park der Kirche Sakramentshäuschen (Spolie vom Kloster Münsterdreisen) | weitere Bilder Fotos hochladen |
| Denkmalzone Gymnasium Weierhof | Weierhof, An der Aula 5 Lage                                      | 1869 ff.                | zwei dreiteilige Baugruppen, 1869 ff., einzigartiges Zeugnis wilhelminischen Bildungswesens; „Haus Eichenfels“, zweieinhalbgeschossiger Putzbau, 1869, Architekt Krauhaus, Krefeld, Erweiterung 1909; spätklassizistische Dreiflügelanlage, Mittelbau 1888; „Haus Friedenau“, spätklassizistischer Putzbau, um 1890; späthistoristische Aula mit Dachreiter, bezeichnet 1900, und dreigeschossigem „Bühnenhaus“, Architekt Adam Roos, Ausstattung; „Haus Jungborn“, barockisierender Heimatstilbau, 1908/09; Spolien vom ehemaligen Prämonstratenserkloster Münsterdreisen | weitere Bilder Fotos hochladen |
| Denkmalzone Ortskern Weierhof  | Weierhof, Mühlgasse 7 und 9, Crayenbühlstraße 5, 7–18 und 20 Lage | 18. und 19. Jahrhundert | geschlossene Baustruktur des 18. und 19. Jahrhunderts einschließlich Friedhof und Überresten der ersten mennonitischen Kirche, bezeichnet 1770, und der neuen mennonitischen Kirche (1836/37); der im 17. und 18. Jahrhundert bebaute Bereich gekennzeichnet durch verschachtelte Hofstellen in offener Bauweise und Scheunen mit Fachwerkpartien; Westerweiterung 1810–40 mit eingeschossigen Wohnhäusern | Fotos hochladen                |

## Einzeldenkmäler
| Bezeichnung                     | Lage                                | Baujahr                        | Beschreibung | Bild                           |
| ------------------------------- | ----------------------------------- | ------------------------------ | --- | ------------------------------ |
| Protestantische Kirche          | Bolanden, Am Schützenpfad 2 Lage    | 1926                           | barockisierender Walmdachbau, 1926, Architekten Karl Latteyer und Hans Schneider, Ludwigshafen; ortsbildprägend | weitere Bilder Fotos hochladen |
| Wohnhaus                        | Bolanden, Hauptstraße 10 Lage       | 1722                           | im Kern barockes Wohnhaus, bezeichnet 1722 und 1853 (Überformung), Backhaus bezeichnet 1911 | Fotos hochladen                |
| Wohnhaus                        | Bolanden, Hauptstraße 26 Lage       | 1858                           | spätklassizistisches Eckwohnhaus, bezeichnet 1858; straßenbildprägend | weitere Bilder Fotos hochladen |
| Rat- und Schulhaus              | Bolanden, Hauptstraße 28 Lage       | 1829                           | Rat- und ehemaliges protestantisches Schulhaus; hoheitlicher spätklassizistischer Eckbau mit Dachreiter, 1829; straßenbildprägend | Fotos hochladen                |
| Bürgerhaus                      | Bolanden, Marnheimer Straße 9 Lage  | 1897/98                        | ehemaliges Schulhaus, seit 1982 Bürgerhaus; zweieinhalbgeschossiger Gründerzeitbau, 1897/98, Architekt Bezirksbaumeister Ginand, Kirchheimbolanden; straßenbildprägend | BW                             |
| Schulhaus                       | Bolanden, Marnheimer Straße 13 Lage | 1821                           | ehemaliges Schulhaus mit Lehrerwohnungen; klassizistischer Walmdachbau, 1821, beiderseits Torfahrten; straßenbildprägend | Fotos hochladen                |
| Katholische Kirche Mariä Geburt | Bolanden, Weitersweiler Weg 1 Lage  | 1929/30                        | romanisierender Saalbau, 1929/30, Architekten Kilian Höllrigl und Karl Renner, Kirchheimbolanden | weitere Bilder Fotos hochladen |
| Hofanlage                       | Bolanderhof, Nr. 2 Lage             | 18. und 19. Jahrhundert        | Vierseithof, 18. und 19. Jahrhundert; barockes Wohnhaus, teilweise Fachwerk, wohl vom Anfang des 18. Jahrhunderts, Scheune bezeichnet 1820, Gesindehaus 1817, Fachwerk-Toranlage bezeichnet 1825                                                                                         | Fotos hochladen                |
| Hofanlage                       | Weierhof, Crayenbühlstraße 13 Lage  | 18. Jahrhundert                | Dreiseithof, 18. Jahrhundert; Einfirsthaus, teilweise Fachwerk, Krüppelwalmdach, angeblich von 1710, bezeichnet 1773 (wohl Erweiterung), Torfahrt mit Fachwerkspeicher, Scheune, teilweise Fachwerk                                                                                      | weitere Bilder Fotos hochladen |
| Mennonitenkirche                | Weierhof, Crayenbühlstraße 14 Lage  | 1837                           | schlichter Satteldachbau, bezeichnet 1837, Architekt Jacob Krehbiel | weitere Bilder Fotos hochladen |
| Hofanlage                       | Weierhof, Crayenbühlstraße 18 Lage  | 18. und frühes 19. Jahrhundert | Hofanlage, 18. und frühes 19. Jahrhundert; stattliches Wohnhaus mit Stall und Speicher, bezeichnet 1821, zwei Wirtschaftsgebäude, teilweise Fachwerk, eines bezeichnet 1783 | BW                             |
| Weyermühle                      | Weierhof, Mühlgasse 7 Lage          | 16. Jahrhundert                | barockes Mühlenanwesen; winkelförmiger Hauptbau, teilweise Fachwerk, Krüppelwalmdächer: Westflügel barock, um 1710, Nordflügel über tonnengewölbtem Keller und Erdgeschoss aus dem 16. Jahrhundert, Fachwerküberbau und Brennhaus um 1770; Scheune vor 1760, Pferdestall bezeichnet 1771 | weitere Bilder Fotos hochladen |
| Hofanlage                       | Weierhof, Mühlgasse 9 Lage          | 18. und frühes 19. Jahrhundert | dreiteilige Hofanlage, 18. und frühes 19. Jahrhundert; barockes Wohnhaus, teilweise Fachwerk, bezeichnet 1712 und 1803, Anbau 1809, Scheune zweite Hälfte des 18. Jahrhunderts | weitere Bilder Fotos hochladen |